# Taurosta-Brücke
Die Taurosta-Brücke (lit. Taurostos tiltas), eine Straßenbrücke über die Neris im Zentrum  Litauens, in Gudžioniai,  2 Kilometer von der Stadt Jonava, verbindet das Chemieunternehmen „AB Achema“ (im Dorf Jonalaukis) mit dem Dorf Laukagaliai.
Über die 1986 gebaute Brücke führt die Fernstraße A6, die früher über die Brücke Jonava in die Innenstadt Jonava ging. Mit dem Bau der neuen Brücke beim Chemiebetrieb wurde die Luftverschmutzung des Stadtzentrums verringert.
Die Brücke trägt den Namen der Taurosta (Nebenfluss der Neris). An der Neris gibt es auch Taurosta-Straße.